# Paul Scarron
Paul Scarron, também conhecido como, o escritor (4 de julho de 1610, Paris — 6 de outubro de 1660 Paris), foi um Escritor Francês. Além disso ficou conhecido por ser o primeiro marido da Madame de Maintenon Consorte da França e Navarra, em virtude de seu segundo casamento com Rei Luís XIV da França e Navarra.

## Vida
Scarron foi o sétimo filho de Paul Scarron, um nobre do manto e membro do Parlamento de Paris, e Gabrielle Gollete. Paulo se tornou abade aos dezenove anos. Ele morou em Le Mans de 1632 a 1640 e em 1635 viajou para Roma com seu patrono, Charles de Beaumanoir, o bispo de Le Mans. Encontrando um patrono em Marie de Hautefort , maîtresse-en-titre de Rei Luís XIII da França e Navarra, ele se tornou uma figura bem conhecida na sociedade literária e na moda.

## Ligações Externas
- Biography, Bibliography (in French)
- Obras de Monsieur Scarron (em inglês) no Projeto Gutenberg
- Obras de ou sobre Monsier Scarron no Internet Archive
- Obras de ou sobre Paul Scarron no Internet Archive
- Herbermann, Charles, ed. (1913). «Paul Scarron». Enciclopédia Católica (em inglês). Nova Iorque: Robert Appleton Company